# هلال بن بدر البوسعيدي
هلال بن بدر بن سيف البو سعيدي (1896 - 28 ديسمبر 1965) شاعر وكاتب عماني. ولد في مسقط وينتمي إلى آل بو سعيد. درس فيها وأقام فيها. عيّن كاتمًا لأسرار سلطان مسقط في 1935. سافر إلى باريس وأقام فيها مدة. له شعر كثير في مدح سلطان، حتى سُمّي شاعر البلاط. له عدة مؤلفات في التاريخ وغيره وله أشعار غير أنها لم تجمع في مجموع خاص، وانه اتلف الكثير منها حتى جُمع محمد علي الصليبي شعره في ديوانًا ونشره في 1985. توفي هلال بن بدر في مسقط رأسه.

## سيرته
ولد هلال بن بدر بن سيف بن سليمان البو سعيدي في مسقط سنة 1896 م/ 1314 هـ ونشأ بها. تلقى تعليمه على يد علماءها فتعلم القرآن ، وقرأ في أشعار العرب وأتقن العربية وعلومها.

قرّبه السلطان سعيد بن تيمور وجعله سكرتيره الخاص، ثم عُيّن نائب رئيس المحكمة العدلية، ثم رئيسًا لأول مجلس بلدي في مسقط، ثم مندوبًا خاصًا للسلطان، بالإضافة إلى القيام بمهمات خاصة بتكليف من السلطان نفسه. 

سافر إلى أوروبا والهند والبحرين.

توفي في مسقط رأسه في 6 رمضان 1385 / 28 ديسمبر 1965.

## شعره
ذكرت في معجم البابطين عن شعره «تغطي قصائده موضوعات المدح والرثاء والغزل والحض على طلب العلم، وله في باب الوجدانيات، شعره صادق العاطفة قوي التعبير عن دواعي الحنين كما في قصيدته ثمرة الأشواق.»

## مؤلفاته
- الأوليات
- تاريخ عمان، في أربعة أجزاء
- المناهج الدراسية
- الإملاء
- ديوان السيد هلال بن بدر البوسعيدي، حققه محمد علي الصليبي، 1985

## وصلات خارجية
- في بوابة الشعراء